# Culter
Culter is een geslacht van straalvinnige vissen uit de familie van karpers (Cyprinidae).

## Soorten
- Culter alburnus Basilewsky, 1855
- Culter flavipinnis Tirant, 1883
- Culter oxycephaloides Kreyenberg & Pappenheim, 1908
- Culter recurviceps (Richardson, 1846)